# Alectoris
Alectoris è un genere di pernici con rappresentanti in Europa meridionale, Africa settentrionale, Arabia e, attraverso l'Asia, fino al Tibet e alla Cina occidentale. Alcuni membri del genere, specialmente il chukar e la pernice rossa, sono stati introdotti in Stati Uniti, Canada, Nuova Zelanda e Hawaii. In alcuni Paesi, come la Gran Bretagna, sono comuni anche gli ibridi tra queste due specie.
Sono uccelli non migratori e prediligono ambienti asciutti, con terreni secchi e ben drenati, tanto che nelle zone di campagna coltivata frequentano tipicamente i vigneti. Depongono fino a 20 uova in un nido posto in una depressione del terreno. Si nutrono di una grande varietà di semi e di alcuni insetti.
Le caratteristiche fisiche che le distinguono dagli altri generi di Perdicinae sono becco e tarsi color rosso corallo e un caratteristico pattern del piumaggio dei fianchi, che presenta barrature alternate bianche, nere e rosse, con combinazioni ed estensioni diverse a seconda della specie. Il resto del piumaggio varia da specie a specie, ma presenta sempre tinte molto mimetiche.
I maschi possiedono sulla parte posteriore del tarso uno sperone vestigiale, simile a una grossa e piatta verruca. Quando vengono disturbati, questi uccelli preferiscono correre piuttosto che involarsi, ma se necessario possono volare per una breve distanza, con le loro ali arrotondate.

## Specie in ordine tassonomico
- Alectoris melanocephala (Rüppell, 1835) - pernice araba
- Alectoris magna (Przewalski, 1876) - pernice di Przevalski
- Alectoris graeca (Meisner, 1804) - coturnice
- Alectoris chukar (Gray, 1830) - chukar
- Alectoris philbyi Lowe, 1934 - pernice di Philby
- Alectoris barbara (Bonnaterre, 1791) - pernice sarda
- Alectoris rufa (Linnaeus, 1758) - pernice rossa

Questo genere comprende anche due specie fossili:
- †A. peli, specie preistorica ritrovata in Cina.
- †A. baryosefi, specie fossile risalente al Pleistocene inferiore, ritrovata a Ubeidiya (valle del Giordano), Israele.